# Nyuma Mro
Nyuma Mro est une commune de l'union des Comores située sur la côte nord-est de l'ile de la Grande Comore sur le plateau de La Grille, dans la préfecture de Hamahamet-Mboinkou.
Commune de Nyuma Mro:
- Dimadjou
- Nyadombwéni
- Mdjihari
- Moidja
- Banbadjani
- Ngolé
- Itandzéni
- Ouellah
- Hadjambou
- Mbatsé